# Уридан
«Йоллин Уридан» (кор. 열린우리당, «Наша открытая партия»), сокращённо «Уридан» (кор. 우리당, «Наша партия») — правящая политическая партия в Республике Корее с 2003 по 2007 год. Имела либеральную политическую идеологию и поддерживала президента Но Му Хёна. Чон Се Гюн был последним лидером партии и дважды её председателем. 

## История

### Основание
Партия была сформирована, когда Национальное собрание, в котором доминировали консерваторы, проголосовало за импичмент президента Но, после чего он и его сторонники решили выйти из рядов «Демократическая партия нового тысячелетия». Около 42 из 103 депутатов «Демократической партии нового тысячелетия» присоединились к «Уридану». К ним также примкнули 5 депутатов от консервативной «Партии великой страны», стремясь завершить политические реформы.
Партия «Ури» одержала убедительную победу на парламентских выборах 2004 года, получив 152 из 299 мест. Это был первый случай, когда либеральная партия получила большинство за 41 год. 

### События партии
Партия привлекла международное внимание, когда её члены физически заблокировали кресло спикера Национального собрания в неудачной попытке предотвратить голосование по импичменту президента Но 12 марта 2004 года (впоследствии результаты голосования всё же были отменены Конституционным судом Республики Корея 14 мая). На импичмент повлияли парламентские выборы, на которых партия получила большинство.
19 августа 2004 года партия потерпела досадную неудачу, когда председатель партии Шин Ки Нам подал в отставку после того, как в ходе национального расследования выяснилось, что его отец работал в японской военной полиции во время японской оккупации. Расследование, начатое в 56-ю годовщину Дня освобождения (15 августа) президентом Но, было частью общенациональной кампании по выяснению деятельности коллаборационистов во время японской оккупации. Кампания была поддержана Шином и партией «Ури».
Популярность партии значительно снизилась после выборов 2004 года из-за внутренних разногласий и скандалов, связанных с президентом, который признался, что чувствует себя «некомпетентным» и непригодным для работы. Партия «Ури» не смогла получить ни одного места в шести избирательных округах на довыборах, состоявшихся 30 апреля 2005 года, потеряв статус большинства в Национальном собрании. Несмотря на то, что партия потеряла этот статус, она полагались на поддержку центристской «Демократической партии» и левой «Демократической рабочей партии». Благодаря такому союзу либералы сохранили большинство в парламенте.
Перед сокрушительным поражением партии «Ури» на региональных выборах, состоявшихся 31 мая 2006 года, председатель Чон извинился за «самодовольное отношение и неадекватность» партии. «Йоллин Уридан» не удалось победить во всех областях, кроме одной, а оппозиционная «Партия великой страны» заняла на выборах 12 из 16 ключевых региональных постов. 

### Ликвидация партии
18 августа 2007 года делегаты «Йоллин Уридан» решили объединиться с недавно созданной либеральной партией под названием «Великая объединённая новая демократическая партия» и сформировать «Демократическую партию». 

## Идеология
В политическом плане «Йоллин Уридан» делала упор на увеличение расходов на социальные услуги для малообеспеченного населения, при этом не делая акцента на экономическом росте. Партия была примирительна по отношению к Северной Корее, отходя от традиционного военного союза с США и Японией. Даже после того, как КНДР продолжила испытания оружия, члены «Йоллин Уридан» продолжали оказывать помощь северному соседу, что вызвало резкую критику со стороны консервативных партий и обвинения в укрывательстве сторонников коммунистов. Партия «Ури» возложила большую часть вины за корейский кризис на жёсткую политику Соединённых Штатов в отношении КНДР.
Кроме того, партия была самой либеральной в культурном отношении среди исторически либеральных партий Южной Кореи. Партия «Йоллин Уридан» настаивала на расширении прав женщин и отмене Закона о национальной безопасности. Партия очень старалась избавиться от наследия крайне правой военной диктатуры (четвёртая и пятая республики) и японской колонизации.
Редакционная статья The Hankyoreh оценила партию «Ури» как близкую к американскому либерализму. 